# Unité urbaine de Valserhône
L'unité urbaine de Valserhône est une unité urbaine française centrée sur la ville de Valserhône, troisième ville du département de l'Ain.

## Données générales
Selon les données de l'Insee établies sur le zonage effectué en 2010, l'unité urbaine de Valserhône regroupait 2 communes qui s'étendaient sur 210,50 km2.
Dans le nouveau zonage de 2020, le périmètre est identique.
En 2022, avec 17 097 habitants, elle représente la 4e unité urbaine dont la ville centre se situe dans le département de l'Ain et occupe le 44e rang ex aequo dans la région Auvergne-Rhône-Alpes.
En 2021, sa densité de population s'élève à 241 hab/km2.

## Composition selon la délimitation de 2020
Elle est composée des 2 communes suivantes :
| Nom                       | Code Insee | Département  | Statut       | Superficie (km2) | Population (dernière pop. légale) | Densité (hab./km2) | Modifier                                    |
| ------------------------- | ---------- | ------------ | ------------ | ---------------- | --------------------------------- | ------------------ | ------------------------------------------- |
| Valserhône (ville-centre) | 01033      | Ain          | ville-centre | 62,53            | 16 162 (2022)                     | 258                | modifier les données · modifier les données |
| Éloise                    | 74109      | Haute-Savoie | banlieue     | 8,95             | 935 (2022)                        | 104                | modifier les données · modifier les données |

## Démographie
| 1968   | 1975   | 1982   | 1990   | 1999   | 2010   | 2015   | 2021   |
| ------ | ------ | ------ | ------ | ------ | ------ | ------ | ------ |
| 13 474 | 14 638 | 14 299 | 14 813 | 15 137 | 16 824 | 17 136 | 17 226 |